# یواس‌اس جیراف (آی‌ایکس-۱۱۸)
یواس‌اس جیراف (آی‌ایکس-۱۱۸) (به انگلیسی: USS Giraffe (IX-118)) یک کشتی بود که طول آن ۴۴۱ فوت ۶ اینچ (۱۳۴٫۵۷ متر) بود. این کشتی در سال ۱۹۴۳ ساخته شد.